# Вулиця Сміла (Львів)
Вулиця Сміла — вулиця у Шевченківському районі міста Львів, місцевість Знесіння. Пролягає від вулиці Погодної до вулиці Бобинського. 
Прилучається вулиця Вилітна.

## Історія та забудова
Вулиця виникла на початку XX століття у складі селища Знесіння, первісно мала назву вулиця Рейтана, на честь польського військового та політичного діяча XVIII століття Тадеуша Рейтана. Не пізніше 1930 року отримала сучасну назву.
Забудована одно- та двоповерховими будинками 1930-х років у стилі конструктивізм.

## Галерея

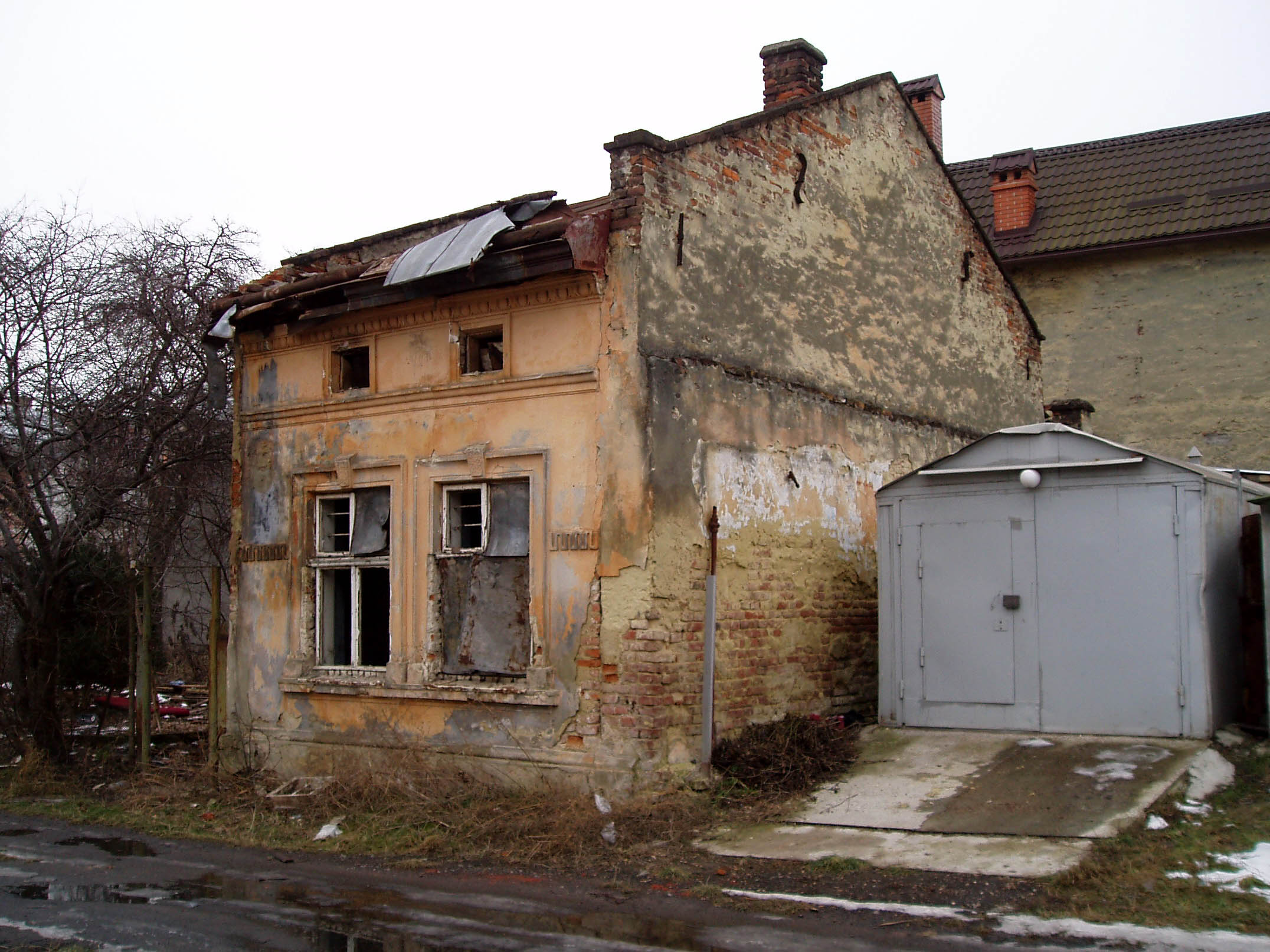
Будинок № 1